# Церковь (институт)

Типологический континуум «церковь-секта», включающий: секту, институционализированную секту, деноминацию, церковь, культ/новое религиозное движение

Церковь можно рассматривать, в числе прочего, как мирской социальный институт, то есть как структуру с централизованным иерархическим управлением, которая имеет материальную базу, профессиональных служителей, чётко определённую систему норм религиозной морали, канонического права, ценностей и санкций. Посредством системы верований и ритуалов этот институт удовлетворяет разнообразные потребности индивидуумов в обществе.
В странах, где доминировало христианство, церковь вросла в структуру общества, по сути став религиозно-идеологическим «подразделением» государства. Поэтому под «церковью» стали понимать не только сообщество христиан, но и религиозную корпорацию, также обладающую некоторыми властными полномочиями. Церковь в ряде стран тесно связана с государственной властью (государственная церковь).

## Церковь в социологической классификации религиозных движений
Как часть теории «церковь-секта» Э. Трельч разработал типологию, в рамках которой церковь рассматривалась как массовый институт, претендующий на абсолютность, требующий подчинения и основанный на безличных отношениях; церковь противопоставлялась секте как добровольному объединению, основанному на личных взаимоотношениях.
Социолог религии Рональд Джонстон в своей выдержавшей 7 изданий книге «Религия и общество» указал следующие 7 признаков церкви:
1. Стремление к всеохватности (включает всех членов данного общества в свои ряды и имеет сильную склонность к уравниванию «гражданства» и «членства»).
2. Обладает религиозной монополией и старается устранить соперников.
3. Очень тесно связана с государственной (светской) властью, что приводит к взаимопроникновению и взаимораспределению обязанностей.
4. Обладает сложной и разветвлённой иерархией в управлении и разделении труда.
5. Имеет штат профессионального духовенства, обладающего необходимым образованием и каноническим рукоположением.
6. Обеспечивает приток новых членов путём естественного воспроизводства и социализации детей приверженцев.
7. Допускается внутреннее размежевание членов (например, монашеский орден) без цели образовать новую религию.

Классический пример церкви — это Христианская церковь как государственная церковь Римской империи. Таким образом, Восточные православные церкви и Римско-католическая церковь исторически являются результатом разделения на деноминации.
Церковь как социальный институт так или иначе воздействует на многие социальные, экономические и политические процессы в обществе.

## Церковь как участник рынка
Как указывал Адам Смит, церковь можно рассматривать в качестве поставщика специфической услуги. От религиозных институтов верующие получают такие блага, как статус в обществе, дружеские отношения между прихожанами, а также, в случае бедственного финансового положения, материальную помощь. Церковь предоставляет как услуги непосредственно религиозные (нацеленные на спасение души), так и светские — контакты и общение. Взаимодействие церкви и граждан можно рассматривать как особый рынок, на котором продаются и покупаются религиозные услуги.